# 氷菓 (小説)
『氷菓』（ひょうか）は、2001年11月に刊行された米澤穂信の推理小説。『〈古典部〉シリーズ』第1作であり、著者のデビュー作である。文化祭三部作の1作目でもある。第5回角川学園小説大賞ヤングミステリー&ホラー部門で奨励賞を受賞後、角川スニーカー文庫〈スニーカー・ミステリ倶楽部〉から刊行された。
角川文庫の「カドフェス杯2012」において総合第3位・大学生が選んだ第1位、「カドフェス杯2016」「カドフェス杯2017」において高校生が選んだ第1位であった。
2012年にテレビアニメ化（#テレビアニメ参照）および漫画化（#漫画参照）。2017年11月3日に実写映画公開（#実写映画参照）。

## 概要
本作は、元々は賞への投稿を意識して自身のサイト上で公開し、オンライン小説を公開するホームページのポータルサイト「エンターテイメント小説連合」（後の「楽園」）でミステリー部門の1位を取ったこともある連作短編形式の小説「ありうべきよすが ~氷菓~」であり、賞への投稿の際にタイトルを変更し、長編に改編された。文庫版の英題は「You can't escape」で、後に「The niece of time」へと変更された。
古典部の結成から、古典部の前に現れる日常の謎を連作的に展開しながら古典部部長・千反田えるの伯父・関谷純に関わる過去に纏わる謎を解いていくまでの高校入学の4月から夏休みに入って間もない7月末の出来事を描く。本作では、著者が小説家を目指すきっかけとなった北村薫著『六の宮の姫君』のようにテキスト・クリティークを重ねてミステリを作る手法と、後半ではアントニイ・バークリー著『毒入りチョコレート事件』の要素が取り入れられている。なお著者はあとがきにおいて、本作は部分的に実際にあった「ささやかな」事件に基づいており、その事件を小説に仕立てる上ではデフレスパイラルの模式図とNHK教育で放送されていたテレビドラマ『サブリナ』から大いに影響を受けたと記している。

## あらすじ
何事にも積極的に関わろうとしない「省エネ主義」を信条とする神山高校1年生の折木奉太郎は、姉・供恵からの勧めで古典部に入部する。しかし、古典部には同じ1年生の千反田えるも「一身上の都合」で入部していた。奉太郎とは腐れ縁の福部里志も古典部の一員となり、活動目的が不明なまま古典部は復活する。そして、えるの強烈な好奇心を発端として、奉太郎は日常の中に潜む様々な謎を解き明かしていく。
ある日、奉太郎はえるから助けを求められる。それは、彼女が元古典部部長の伯父から幼少期に聞かされた、古典部に関わる話を思い出したいというものだった。奉太郎の幼馴染で里志に好意を持つ伊原摩耶花の入部後、古典部の文集『氷菓』がその手掛かりだと知った奉太郎は、仲間たちと共に、『氷菓』に秘められた33年前の真実に挑むことになる。

### 各章ストーリー
ベナレスからの手紙 - 伝統ある古典部の再生
世界を旅する姉・供恵のベナレスからの手紙に勧められ、古典部に入部した神山高校1年生・折木奉太郎。しかし部員が自分一人なら私的空間を所持できると思って部室の地学講義室に入った奉太郎は、同じく古典部に入部した隣のクラスの女子生徒・千反田えると出会う。私的空間の望みは潰え、そのまま帰路に就こうとした奉太郎だが、突然えるは奉太郎が鍵で部室のドアを開けるまで自分が閉じ込められていたことになっていたことに気付く。奉太郎の親友・福部里志は校舎のドアは内側から鍵を掛けることは不可能だと言い、自分の身に置かれた状況が気になるえるの好奇心に誘われ、奉太郎は部室で発生した密室の謎を解くことに。
名誉ある古典部の活動
里志も古典部に入部してから1箇月、当人たちですら活動内容が不明瞭なまま部室でただ時間を過ごしていくままの状況を憂いたえるの提案で、古典部は有意義な部活動をするため「カンヤ祭」の俗称で呼ばれる文化祭で販売する文集作りに手をつけることになる。文集作成の足掛かりを掴むため、文集のバックナンバーを入手しようと奉太郎とえるは、奉太郎の幼馴染・伊原摩耶花が図書委員の当番を務める図書館を訪れる。そこで奉太郎は、図書室にいた里志と摩耶花から「愛なき愛読書の話」を聞かされる。それは返却期限2週間以内にもかかわらず、毎週金曜日に週毎に異なる生徒が『神山高校五十年の歩み』という大判の本を借りてその日に返却するという珍事が相次いでいたことだった。
事情ある古典部の末裔
ある日の日曜日、えるから会いたいと呼び出された奉太郎は、行きつけの喫茶店で待ち合わせる。そこで奉太郎はえるが古典部に入部した理由である「一身上の都合」、失踪した伯父・関谷純からかつて籍を置いた古典部に関する話を聞いて泣き出した理由を知りたいという事情を打ち明けられ、その泣き出した理由を思い出させて欲しいと頼まれる。気の進まなかった奉太郎だったが、関谷純の生死不明が満7年となり法的に死亡扱いできること（失踪宣告）から葬儀が営まれることを聞き、あくまで手伝いとしてその頼みを引き受ける。
由緒ある古典部の封印
期末試験が終わり、自宅に帰った奉太郎は供恵からのイスタンブールからの手紙で、図書室になかった文集のバックナンバーが、部室の薬品金庫にあることを知る。現部室に金庫はないため、奉太郎とえる、古典部に入部した摩耶花は、供恵の在籍時に部室として使われ現在は壁新聞部の部室である生物講義室を訪れる。しかし壁新聞部部長の遠垣内は部室に文集はないと言い張り、部室の詮索を嫌う素振りを見せる。その態度に不審なものを感じた奉太郎たちは無理を押し切り部室を見せてもらうが文集は見当たらない。益々態度を荒らげる遠垣内を前に、遠垣内の秘密を察した奉太郎はやんわりと脅迫し、文集を古典部部室に持ってこさせる約束を取り付ける。そんな顛末の末、文集『氷菓』のバックナンバーを入手した古典部だが、その『氷菓』こそえるの思い出せない過去に繋がる鍵となっていた。
栄光ある古典部の昔日
32年前の古典部員・郡山養子が『氷菓 第二号』に記した記述で、33年前の出来事で関谷純が「英雄」として神山高校を去ったことを知った奉太郎とえる。しかし、その詳細が書かれていると思われた創刊号のみバックナンバーから欠けていた。打開策として里志と摩耶花にも協力を仰ぎ、古典部一行は千反田邸でそれぞれ持参した資料から33年前に関谷純に何が起きたのかの推論を検証していくことに。えるは『氷菓 第二号』が示す10月の文化祭に文化祭荒らしと争って退学したという説を、摩耶花は『氷菓 第二号』と同時期に発行された『団結と祝砲』から関谷純が指導者として6月に生徒たちが権力主義者（おそらくは教師）に暴力行使を行ったとそれぞれ自説を展開、里志は壁新聞『神高月報』のバックナンバーから摩耶花説を間接的に否定するだけに留まった。『神山高校五十年の歩み』を資料として持参しながら思い違いから何の自説も用意してこなかった奉太郎はこれまでの資料と説を元に推理し、33年前の出来事の全容を導き出す。
歴史ある古典部の真実
幼いえるが泣いた理由を謎に残しつつ、33年前の事件の真相を解いた奉太郎。そんな中、ユーゴスラヴィアにいる供恵からの国際電話で、供恵が33年前の出来事を「悲劇」と形容したことから、奉太郎は自身の推理に欠けていた部分があることに気付く。千反田邸での検証会から翌日、奉太郎は招集した古典部一行と共に33年前の出来事の全てを知る人物・郡山養子の下で関谷純の真意そして『氷菓』の意味を確かめていく。
未来ある古典部の日々 - サラエヴォへの手紙
33年前の出来事に纏わる真相を知った後、古典部は文化祭を目前にして『氷菓』の作成に追われ、その一方でえるも関谷純を完全に弔っていた。奉太郎はいつものようにえるの好奇心に付き合わされる日常を送る中、サラエヴォにいる供恵にこれまでの近況と心情を綴った手紙を送る。

### 真相
奉太郎が、える、摩耶花、里志の用いた資料と仮説から読み解いたのは、33年前、神山高校で当時の校長が学力重視の方針を打ち出し、また学生を連帯させ運動を激化させる可能性を潰すために文化祭の縮小を目論んだが、生徒たちは反発、関谷純がそのリーダーとして反対運動を展開、6月に非暴力による実力行使を行い、文化祭は縮小されずに済んだが、学校はほとぼりが冷める文化祭の後に関谷純を退学処分にしたということだった。
しかし供恵の一言で、33年前の事件で退学になったことは関谷純も本意だったと思っていた推理に補完が必要と感じた奉太郎は、古典部の仲間と共に『氷菓 第二号』の序文の著者・郡山養子=神山高校司書・糸魚川養子に関谷純の真意を問う。糸魚川は、関谷純が学校側の処分を恐れる反対運動のメンバーたちによって名目上のリーダーに祭り上げられていたこと、運動の最高潮に達したある日の夜、生徒たちがキャンプファイアーをした際に格技場で火事が発生したこと、火事はボヤ程度だったが老朽化していた格技場は消防車の水圧で半壊してしまったこと、学校側が事態拡大を嫌ったことで警察の介入はなかったが、文化祭終了後にそれを問題にし、名目上のリーダーであった関谷純がその責任を負って退学に追い込まれたことを告げる。そしてその話から「カンヤ祭」の語源が関谷の名字から取られたことが明らかになる。
しかし、関谷純が命名した『氷菓』の意味だけは糸魚川でもわかっていなかった。ただ一人その意味に気付いていた奉太郎は、『氷菓』の読み解き方を教える形で、その意味を伝えていく。ようやくその真意に気付いたえるは幼少期に関谷純から「強くなれ、弱いままなら悲鳴を上げられなくなる日がくる」と言われ、生きたまま死ぬ恐ろしさで泣いたことを思い出した。
『氷菓』は関谷純が駄洒落を通じて自身の想いを託して命名していた。『氷菓』=「アイスクリーム」→「I scream（私は叫ぶ）」と。

## 登場人物
「声」はテレビアニメ版『氷菓』での担当声優。「演」は実写映画でのキャスト。詳細な情報は「〈古典部〉シリーズ#登場人物」へ。
折木 奉太郎
声 - 中村悠一 / 演 - 山﨑賢人
神山高校1年B組・古典部員。
省エネを生活のスタンスとし、「やらなくてもいいことなら、やらない。やらなければいけないことは手短に。」とモットーを述べている。
千反田 える
声 - 佐藤聡美 / 演 - 広瀬アリス
神山高校1年A組・古典部部長。
豪農で知られる千反田家の令嬢でありながら、「私、気になります」の一言と共に清楚な外見とは裏腹な好奇心を発揮し、奉太郎を謎に引き込んでいく。古典部には失踪した伯父が絡む「一身上の都合」で入部した。
福部 里志
声 - 阪口大助 / 演 - 岡山天音
神山高校1年D組・古典部員（手芸部・総務委員会にも所属）。奉太郎の親友。
あらゆる知識・雑学に精通し「データベース」を自認する趣味人の一面を持つ。
伊原 摩耶花
声 - 茅野愛衣 / 演 - 小島藤子
神山高校1年・図書委員兼漫画研究会所属。
里志に好意を寄せており、里志を追って古典部に入部する。奉太郎の小学校時代からの幼馴染。
背丈や容姿は子供らしい印象を与えるが、奉太郎に「寸鉄」と形容される毒舌。
折木 供恵
声 - 雪野五月 / 演（声のみ） - 貫地谷しほり
奉太郎の姉で神山高校古典部OG。文武両道の女子大生で、現在は世界を旅している。
国際郵便を通じて奉太郎に古典部入部を命じ、以降もある局面に差し掛かっている奉太郎を導いていく。
遠垣内 将司
声 - 置鮎龍太郎
神山高校3年E組・壁新聞『神高月報』を発行する壁新聞部部長。
実家は千反田家を含む「桁上がりの四名家」（里志提唱）と対抗できるとされる教育界の重鎮で、家柄の関係上、えるとも面識がある。
糸魚川 養子（）
声 - 小山茉美 / 演 - 斉藤由貴
神山高校教師で、図書室の司書。
旧姓は郡山で、33年前に神山高校に在籍し、古典部に所属していた。33年前の真実について知っている数少ない人物のうちの一人。

## テレビアニメ
2012年、『〈古典部〉シリーズ』が『氷菓』のタイトルでアニメ化された際は、アニメの第1話から第5話の間で本作のストーリーが展開されたが、時系列は4月から6月頃までの間となっている。また、原作の2000年からアニメ放映がされた2012年に年月が変更されたことから、関谷純の身に起きた「33年前の出来事」が「45年前の出来事」へと変更されている。

## 漫画
よしだもろへ版
米澤の特集が組まれた『野性時代』56号（2008年7月1日発行）に、よしだもろへ作画により『わたし、気になります!』のタイトルで掲載された。内容は『氷菓』の冒頭部分で、部室に閉じ込められていたえるが「わたし、気になります！」と発言したところで終わる。
タスクオーナ版
『〈古典部〉シリーズ』がタスクオーナ作画により『氷菓』のタイトルで、『月刊少年エース』2012年3月号より連載されている。本作は第一話から第九話の間でストーリーが展開された（コミックス1巻から3巻に収録）。テレビアニメと同様、関谷純の身に起きた「33年前の出来事」が「45年前の出来事」へと変更されている。

## 実写映画
2017年11月3日公開。劇場公開数は225館。
2016年2月24日、KADOKAWAが発表した2016 - 2017年のラインナップに示された映像化プロジェクト始動作品の中で、『氷菓』（ひょうか）のタイトルで実写映画化されることが判明した。3月22日にロケ地の栃木県足利市映像のまち推進課ホームページ上でエキストラの募集が締め切られた後、3月25日には群馬県安中市のホームページ上でもエキストラの募集が告知された。
テレビアニメ版、漫画版が2012年に舞台を変更したのに対して、実写映画では原作通り2000年が舞台に設定されている。また、実写映画では「由緒ある古典部の封印」の内容が大幅にカットされている（そのため、遠垣内将司は登場しない）ほか、33年前の出来事の内容が一部変更されており、糸魚川陽子の設定に変更が加えられている。

### キャスト
- 折木奉太郎 - 山﨑賢人[17]
- 千反田える - 広瀬アリス[17]
- 伊原摩耶花 - 小島藤子[18]
- 福部里志 - 岡山天音[18]
- 関谷純 - 眞島秀和、本郷奏多[19]（高校時代）
- 糸魚川養子 - 斉藤由貴、天野菜月（高校時代）
- 折木供恵 ‐ 貫地谷しほり（声のみ）

### スタッフ
- 脚本・監督 - 安里麻里
- 原作 - 米澤穂信
- 音楽 - 林祐介、OLO
- 主題歌 - イトヲカシ「アイオライト」[13]
- 撮影 - 月永雄太
- 照明 - 木村匡博
- 録音 - 藤丸和徳
- 美術 - 西尾共未
- 装飾 - 堀口浩明
- 編集 - 村上雅樹
- VFXスーパーバイザー - 道木伸隆
- 音響効果 - 大河原将
- 助監督 - 野尻克己
- スタントコーディネーター - 高槻祐士
- 画コンテ - 酉澤安施
- イラスト - 飯田将基
- ラボ - IMAGICA
- ラインプロデューサー - 梶川信幸
- エグゼクティブプロデューサー - 井上伸一郎
- 製作者 - 堀内大示、三宅容介、勝股英夫、阿南雅浩、宅間弘治
- プロデューサー - 小林剛、山形亮介
- 配給 - KADOKAWA
- 制作 - 角川大映スタジオ[20]
- 製作 - 「氷菓」製作委員会[13]（KADOKAWA、ポニーキャニオン、エイベックス）